# كأس إيطاليا 2004–05
كأس إيطاليا 2004–05 (بالإيطالية: Coppa Italia 2004-2005)‏ هو الموسم 58 من كأس إيطاليا. أشرف على تنظيمه اتحاد إيطاليا لكرة القدم، وكان عدد الأندية المشاركة فيه 48، وفاز فيه نادي إنتر ميلانو.